# Leopold Friedrich
Leopold Friedrich (né le 1er janvier 1898 et mort à une date inconnue en 1962) est un haltérophile autrichien.

## Palmarès

### Jeux olympiques
- Paris 1924
  -  Médaille de bronze en moins de 82,5 kg.

### Championnats du monde
- Championnats du monde d'haltérophilie 1923
  -  Médaille d'argent[1].